# Iglesia de San Vicente Mártir (Braojos de la Sierra)
La iglesia de San Vicente Mártir es un templo católico del municipio español de Braojos de la Sierra, en la Comunidad de Madrid;. Conocida popularmente cómo "la Catedral de la Sierra Norte", por si majestuosidad e importante patrimonio artístico.

## Descripción
La iglesia de San Vicente Mártir está ubicada en el término municipal de Braojos de la Sierra, en el norte de la Comunidad de Madrid. De ella, erigida en la vertiente sur de la sierra de Guadarrama, se dice en el Diccionario geográfico-estadístico-histórico de España y sus posesiones de Ultramar de Pascual Madoz —una obra de mediados del siglo XIX— lo siguiente: «y una igl. parr. (San Vicente) servida por un párroco, cuyo curato es de entrada, y se provee en concurso general: hay un teniente de nombramiento del cura».
El 10 de abril de 1981 se incoó expediente para su declaración como monumento histórico-artístico, mediante una resolución publicada el 27 de mayo de ese mismo año en el Boletín Oficial del Estado, con la rúbrica del director general de Bellas Artes, Archivos y Bibliotecas del Ministerio de Cultura, Javier Tusell.